# Jan Wigger
Jan Wigger (* 1973 in Aachen; † Januar 2024 in Hamburg) war ein deutscher Musikkritiker.

## Leben
In den 1990er-Jahren jobbte er in Hamburg für das Independent-Plattenlabel L’age d’or und fing an, für den deutschen Rolling Stone zu schreiben, für den er dann viele Jahre tätig war. Daneben war er DJ bei den „Pretty-Things“-Abenden im Hamburger Klub Grüner Jäger.
Von 2001 an schrieb er Texte für Spiegel Online und verfasste  in der Rubrik Abgehört wöchentlich Kritiken der CD-Neuerscheinungen. Gemeinsam mit Thorsten Dörting und Boris Kaiser schrieb er die Metal-Kolumne Amtlich und stellte in der Kolumne Wiggers wundersame Welt Obskuritäten aus der Musikgeschichte vor. 
2014 endete die Tätigkeit beim Spiegel aus gesundheitlichen Gründen. Wigger starb im Januar 2024 im Alter von 50 Jahren in Hamburg.